# Spinogramma ochreovittata
Spinogramma ochreovittata es una especie de escarabajo de la familia Cerambycidae. Breuning describió científicamente la especie por primera vez en 1947.